# Oskar Polack
Oskar Polack (* / † unbekannt) war ein deutscher Schwimmer, der im ausgehenden 19. Jahrhundert aktiv war. Er startete für Triton Hamburg. 
Bei den Deutschen Schwimmmeisterschaften 1892 gewann er den Titel über 100 m Freistil. 